# رولف ويبر
رولف ويبر (بالألمانية: Rolf Weber) (و. 1922 – 2015 م) هو عالم نبات، من ألمانيا، ولد في بلاوين، توفي في بلاوين، عن عمر يناهز 93 عاماً.

## جوائز
حصل على جوائز منها:
- صليب وسام الاستحقاق من جمهورية ألمانيا الاتحادية
- Johannes-R.-Becher-Medaille [الإنجليزية]‏
- Sächsischer Landespreis für Heimatforschung  [لغات أخرى]‏.